# Markeerspuitbus

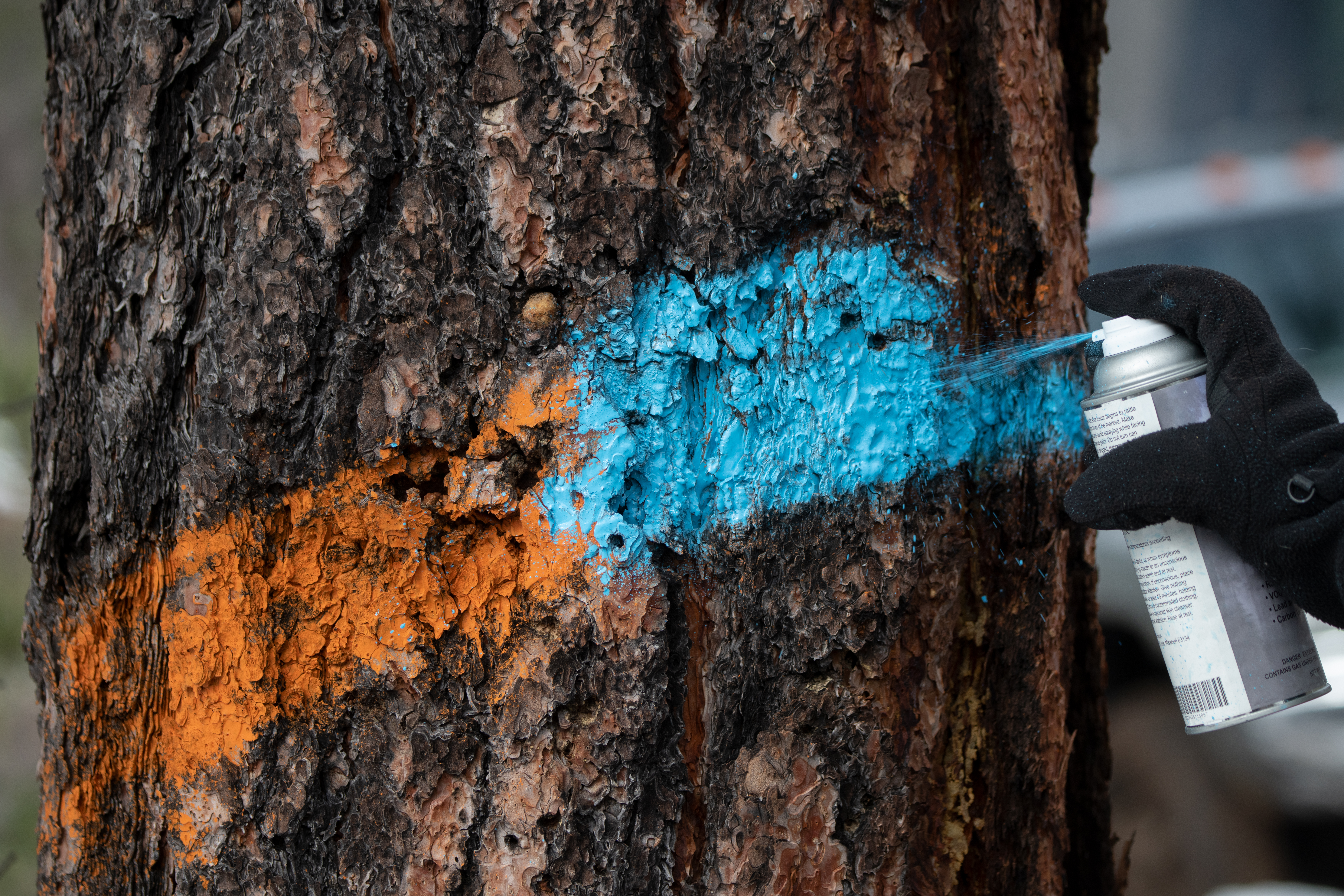
Een boomstam van een gele den die wordt geblest door een blesspuitbus met lichtblauwe verf (rechts). Tevens is er op deze boomstam een oranje blesmarkering te zien (links).

Met een markeerspuitbus, markeringsspuitbus of blesspuitbus wordt in de bosbouw een specifiek type spuitbus bedoeld om bomen mee te blessen. De verf die uit de markeerspuitbus komt bevat doorgaans een relatief hoog gehalte aan fluorescerende pigmenten en dient vrij te zijn van milieuonvriendelijke stoffen en stoffen die schade kunnen veroorzaken aan het hout van de gebleste boom.
De betekenis van de verfkleur die uit de markeerspuitbus komt verschilt per bosbeheerder. In Nederland en Vlaanderen geldt over het algemeen dat een blauwe markering impliceert dat het om een toekomstboom gaat. Een oranje of rode markering betekent meestal dat de boom geveld dient te worden.

## Verwarring met korstmossen en algen
Enkele taxa van epifytische alsmede lignicole korstmossen en algen kunnen soms lijken op de blesmarkering van een markeerspuitbus. Onder de korstmossen gaat het bijvoorbeeld om felblauwe poedervormige soorten, zoals sommige Lepraria-soorten. Onder de vrijlevende algen verwart men weleens vlekvormig ontwikkelde, dichte populaties van feloranje Trentepohlia-soorten met oranje markeerspuitbusverf.

## Fotogalerij

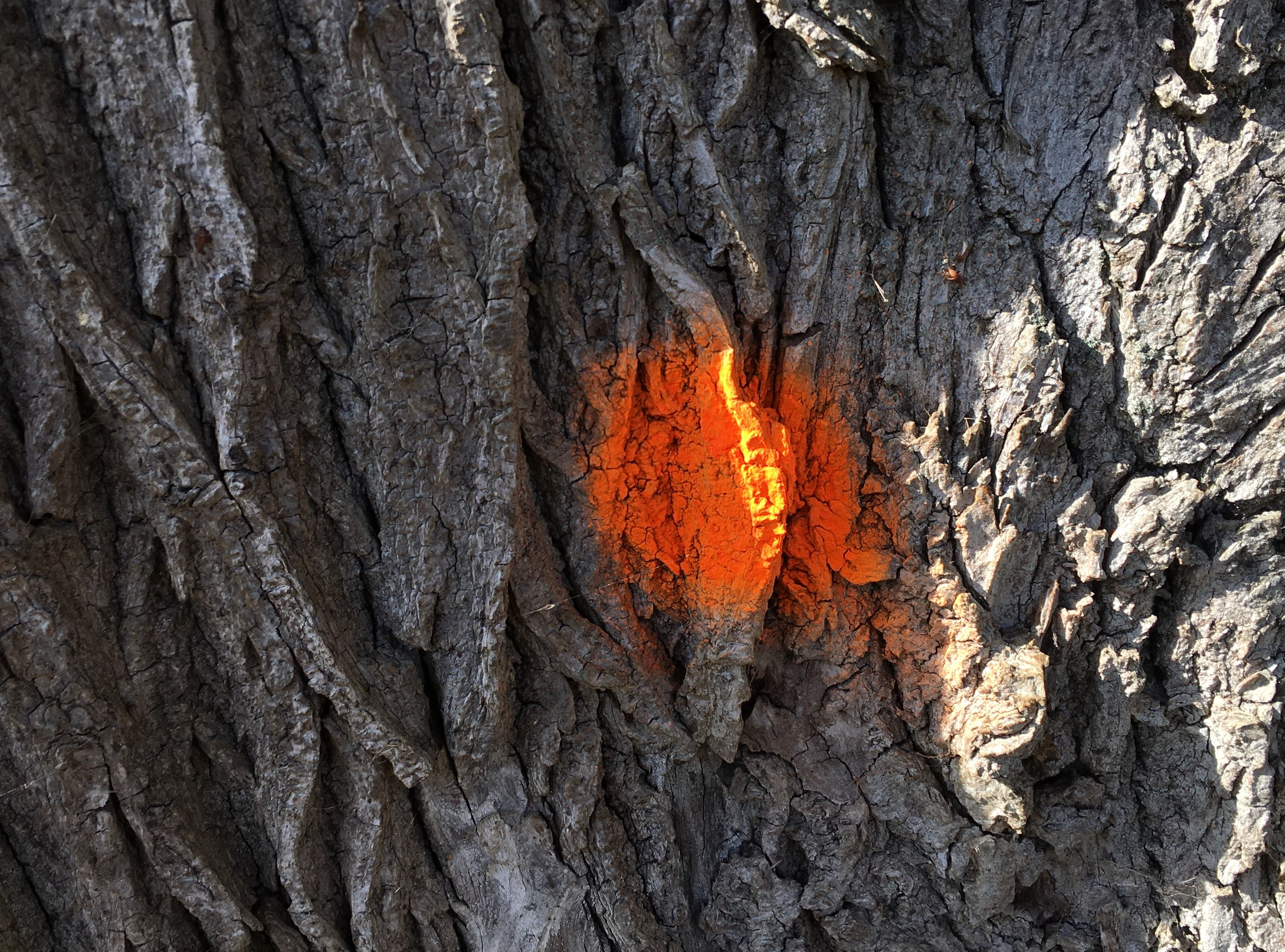
Een schietwilg, geblest door een spuitbus met oranje verf.
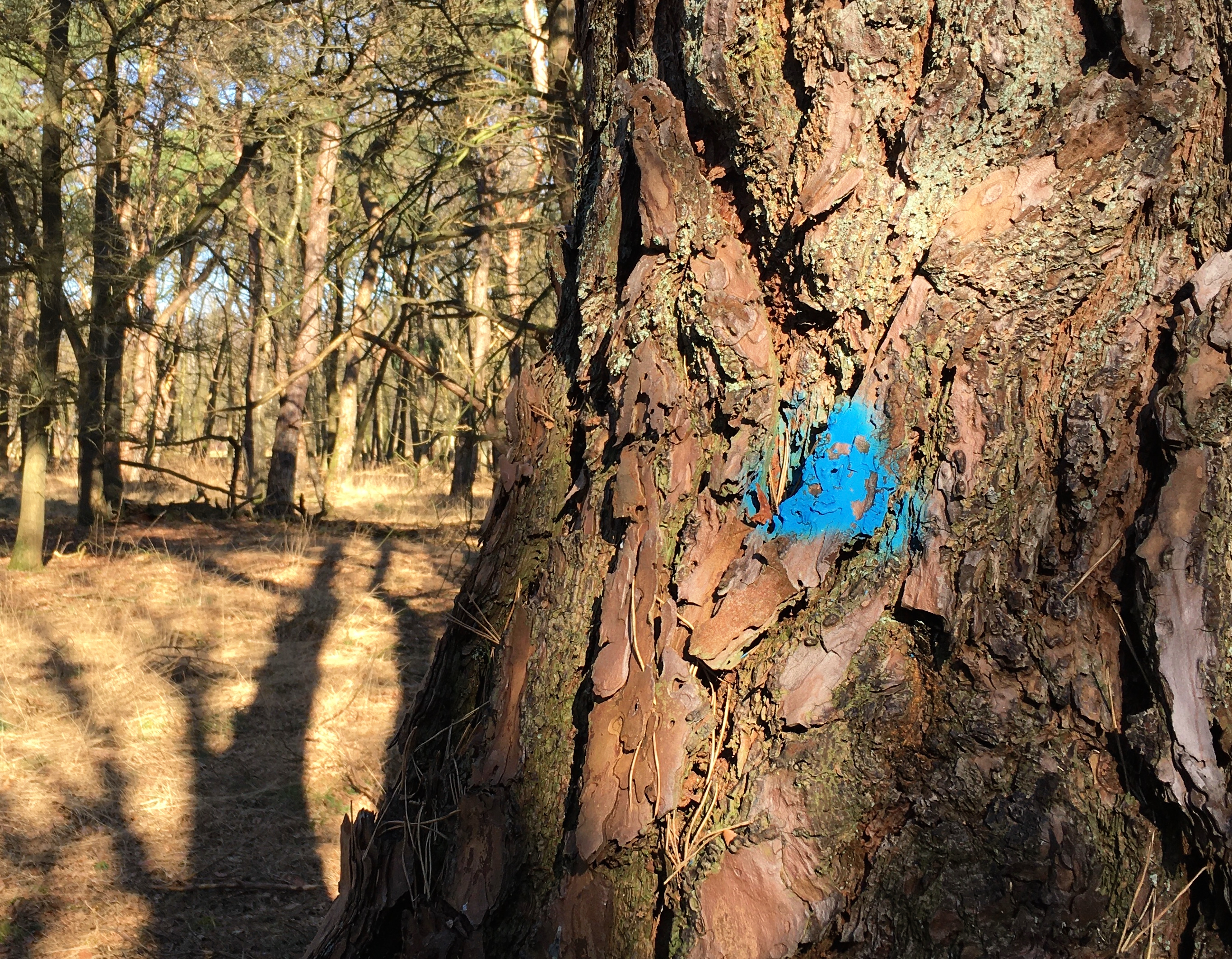
Een grove den, geblest door een spuitbus met blauwe verf.
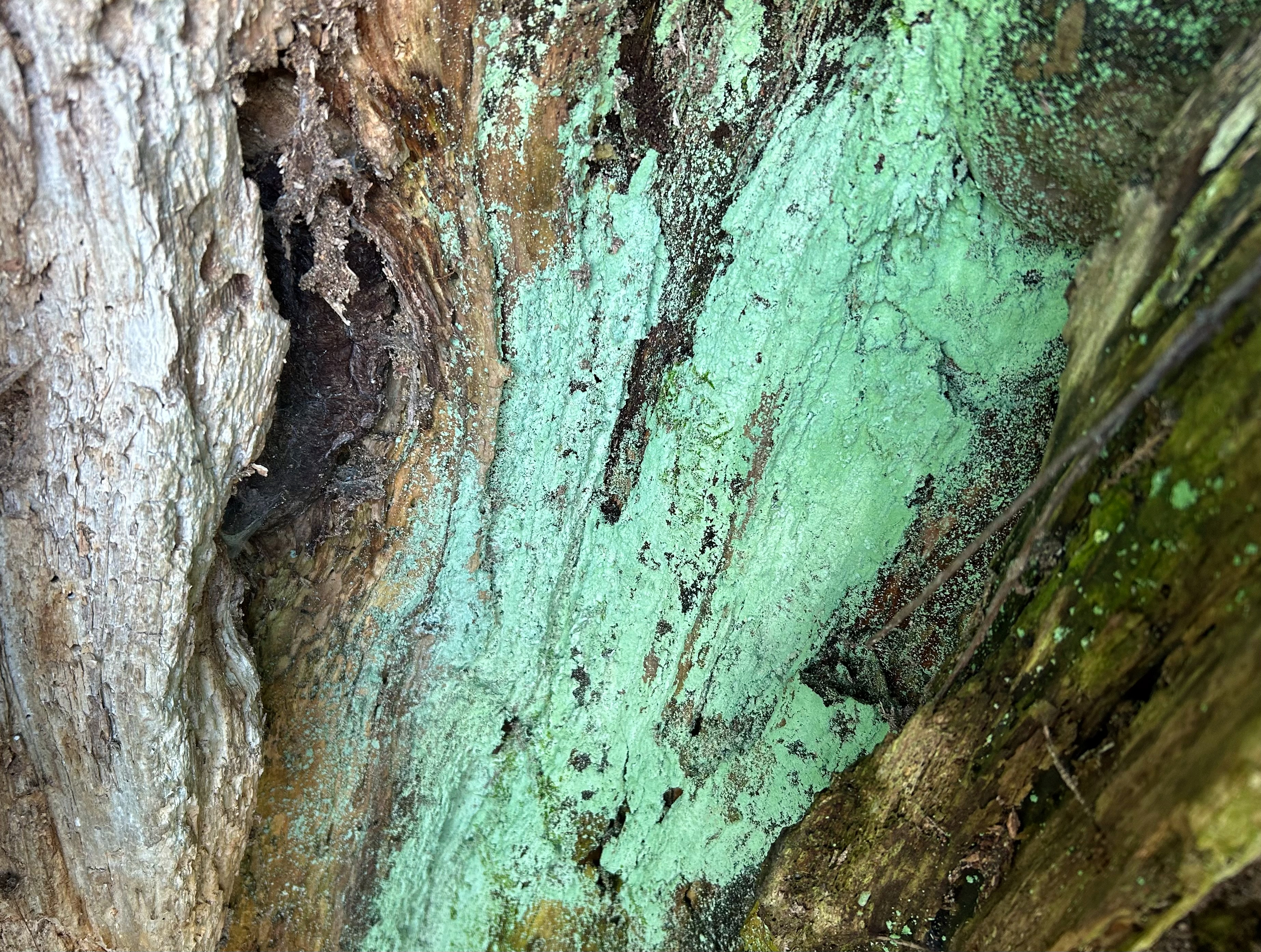
Een Lepraria-populatie, lijkend op een spuitbusmarkering.